# Garfield MacDonald
Garfield MacDonald (John Garfield MacDonald; * 8. August 1881 in Lower South River, Nova Scotia; † 1951) war ein kanadischer Leichtathlet.
Bei den Olympischen Spielen 1908 in London gewann er die Silbermedaille im Dreisprung mit seiner persönlichen Bestleistung von 14,76 m hinter Tim Ahearne (14,915 m) und vor Edvard Larsen (14,395 m). Im Hochsprung belegte er den 13. Platz mit 1,72 m, im Weitsprung schied er in der Qualifikation aus, ohne dass sein Ergebnis überliefert wurde.